# Korythos (heros)
Korythos was een Italische heros.
Toen de Pleiade Elektra door Zeus met geweld naar de hemel was ontvoerd, nam zij daar haar toevlucht tot het Palladion, dat Athena pas had voltooid. De godin werd toornig, omdat een onteerde haar heilig beeld had aangeraakt en wierp het met Elektra zelf uit de hemel. Het beeld kwam daarop in Troje neer. De val van Elektra werd door Zeus voor haar onschadelijk gemaakt. In Italië bereikte zij de aarde. Daar huwde koning Korythos met haar. Zij baarde Zeus een zoon, Dardanos genaamd, en haar gade een tweede zoon, met name Iasios. Korythos stichtte een stad, die hij naar zijn naam noemde. Later werd zij Cortona geheeten. Hij werd begraven onder een berg, die eveneens zijn naam droeg.